# Yoav Shoham

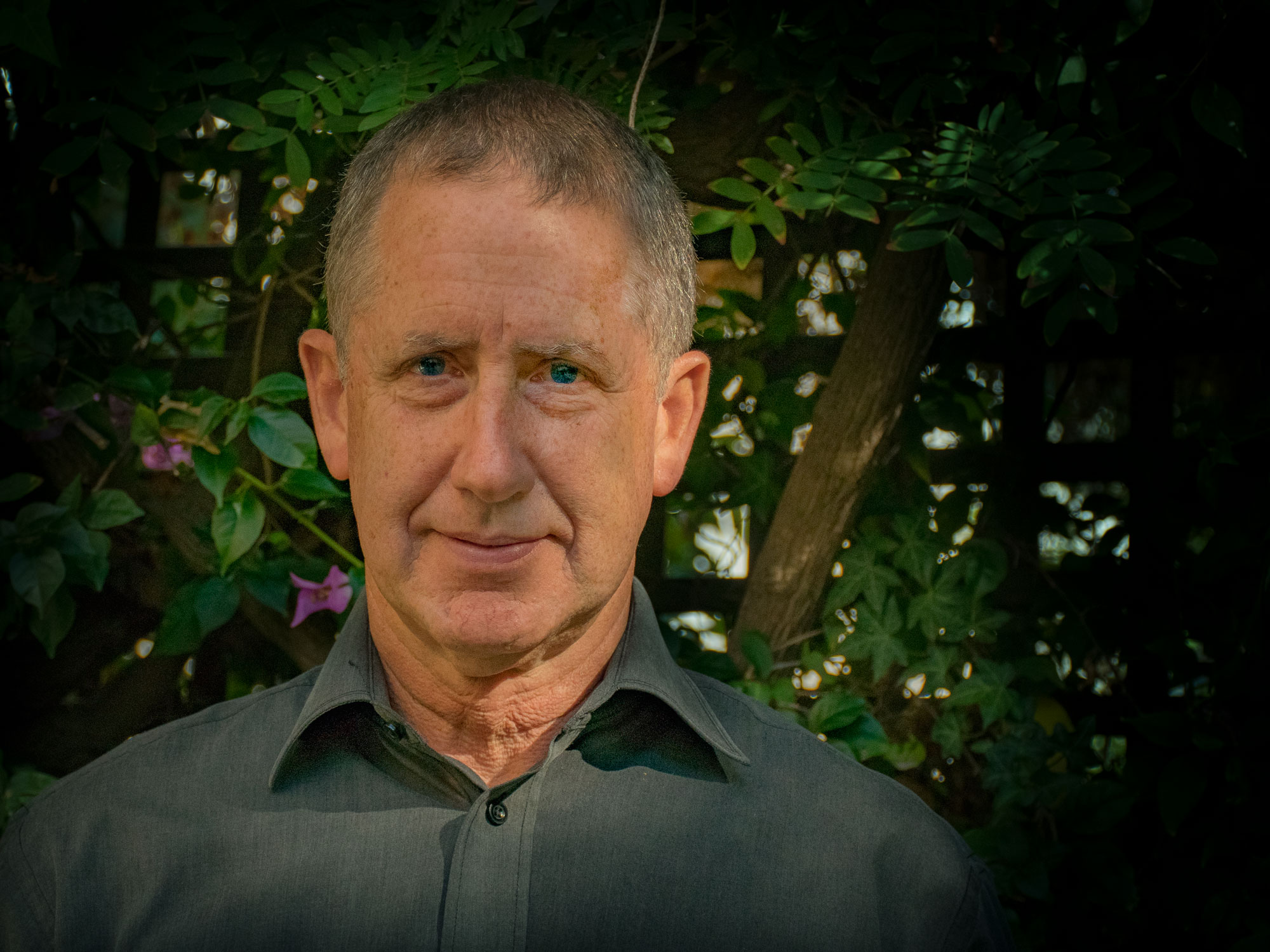
Yoav Shoham

Yoav Shoham (* 22. Januar 1956 in Israel) ist ein israelischer Informatiker, der sich mit Künstlicher Intelligenz (KI), Spieltheorie und speziell Multiagentensystemen befasst.
Shoham wurde 1987 bei Drew McDermott an der Yale University in Informatik promoviert (Reasoning about Change: Time and Causation from the Standpoint of Artificial Intelligence). Er ist Professor an der Stanford University.
Er befasste sich mit verschiedenen Bereichen der KI, wie Temporale Logik, nichtmonotone Logiken, Theorie des Gesunden Menschenverstands und später mit Multiagentensystemen (über die er mit seinem Schüler Leyton-Brown ein verbreitetes Lehrbuch schrieb), der Wechselwirkung von Informatik und Spieltheorie und Electronic Commerce. 
Shoham war 1998 Gründer der Firma Trading Dynamics in Mountain View (Software für Internethandel, einschließlich Auktionen), die 1999 an Ariba verkauft wurde. 2011 war er einer der Gründer von Katango, die 2013 an Google verkauft wurden. Nachdem er Google 2015 auch eine App samt zugehöriger Firma verkaufte (Timeful, für Terminkalenderplanung) wurde er 2016 Principal Scientist bei Google.
2012 erhielt er den ACM-AAAI Allen Newell Award mit Moshe Tennenholtz für fundamentale Beiträge zur Schnittstelle von Informatik, Spieltheorie und Wirtschaftswissenschaften, speziell Multiagentensystemen und sozialer Koordination. Weiter wurde in der Laudatio seine Pionierarbeit bei agentenorientierter Programmierung hervorgehoben, die eine Methode für die Spezifizierung verteilter Multiagentensysteme lieferte, und über (kombinatorische) Auktionen. für 2019 wurde Shoham der IJCAI Award for Research Excellence zugesprochen. Er ist Fellow der AAAI, Gründungsmitglied der Game Theory Society  und erhielt den ACM SIGART Autonomous Agents Research Award.
2008 stiftete er den Kalai-Preis für Arbeiten in der Schnittstelle von Informatik und Spieltheorie.

## Schriften
- mit Kevin Leyton-Brown: Multiagent Systems: Algorithmic, Game-Theoretic, and Logical Foundations. Cambridge University Press, Cambridge/New York 2009.
- mit Kevin Leyton-Brown: Essentials of Game Theory: A Concise, Multidisciplinary Introduction. Morgan & Claypool Publishers, San Rafael CA 2008.
- Artificial Intelligence Techniques in Prolog. Morgan Kaufman Publishers, San Francisco 1994.
- Reasoning about Change: Time and Causation from the Standpoint of Artificial Intelligence,  MIT Press 1988